# Sympetrum roraimae
Sympetrum roraimae – gatunek ważki z rodziny ważkowatych (Libellulidae).